# Morbio Superiore
Morbio Superiore  är huvudorten i kommunen Breggia i kantonen Ticino, Schweiz. 
Morbio Superiore var tidigare en självständig kommun, men 25 oktober 2009 blev Morbio Superiore en del av nybildade kommunen Breggia.